# Moussa El-Hage
Moussa El Hage OAM (ur. 19 lutego 1954 w Anturze) – libański duchowny maronicki, od 2012 arcybiskup Hajfy i Ziemi Świętej.

## Życiorys
Święcenia kapłańskie przyjął 14 sierpnia 1980 w Antoniańskim Zakonie Maronickim. Był m.in. przełożonym i ekonomem kilku konwentów zakonnych, wykładowcą na rzymskim Uniwersytecie Antonianum oraz asystentem generalnym zakonu.
16 czerwca 2012 został mianowany arcybiskupem Hajfy i Ziemi Świętej oraz patriarszym egzarchą dla Jerozolimy, Palestyny i Jordanii. Sakrę otrzymał 28 lipca 2012.